# Slaughterhouse-Five (film)
Slaughterhouse-Five is een Amerikaanse dramafilm uit 1972 onder regie van George Roy Hill. Het scenario is gebaseerd op de gelijknamige roman uit 1969 van Kurt Vonnegut.

## Verhaal
Billy Pilgrim is een veteraan van de Tweede Wereldoorlog. Zijn vrouw is overleden en iedereen schijnt te denken dat hij niet goed bij zijn hoofd is, omdat hij beweert dat hij zowel in het heden, het verleden als de toekomst leeft door zijn ontmoetingen met ruimtewezens van de planeet Talfamador.

## Rolverdeling
| Acteur                | Personage               |
| --------------------- | ----------------------- |
| Michael Sacks         | Billy Pilgrim           |
| Ron Leibman           | Paul Lazzaro            |
| Eugene Roche          | Edgar Derby             |
| Sharon Gans           | Valencia Merble Pilgrim |
| Valerie Perrine       | Montana Wildhack        |
| Holly Near            | Barbara Pilgrim         |
| Perry King            | Robert Pilgrim          |
| Kevin Conway          | Roland Weary            |
| Friedrich von Ledebur | Duitse officier         |
| Ekkehardt Belle       | Duitse bewaker          |
| Sorrell Booke         | Lionel Merble           |
| Roberts Blossom       | Wild Bob Cody           |
| John Dehner           | Professor Rumfoord      |
| Gary Waynesmith       | Stanley                 |
| Richard Schaal        | Howard W. Campbell jr.  |